# Polar Music
Polar Music —  шведський лейбл звукозапису, заснований в 1963 році Стігом Андерсоном і Бенгтом Бернхагом. Першим гуртом, що був випущений ними, став Hootenanny Singers, в якому грав Бйорн Ульвеус. Потім за ними послідував гурт ABBA, що прославивися на весь світ. Зараз Polar Music належить Universal Music Group
На даний час Polar Music належить Universal Music Group.

## Виконавці на Polar Music
ABBA, Alive Feat, Jessie Martins, Lena Andersson, Chana, Crosstalk, Dilba, Emilia, Frida, Agnetha & Linda, Ted Gärdestad, Gemini, Hellacopters, The Infinite Mass, Fredrik Kempe, Lambretta, Maarja, Paulo Mendonca, Mr. Vegas Fea Intense, Emma Nilsdotter, Mats Paulson, Pineforest Crunch, Sam (Musician), Skintrade, Starr Chukki/infinit, Svenne & Lotta, Joey Tempest, Top Notch, Topaz Sound and Anders Widmark.